# ۱۳۷۳ (میلادی)
۱۳۷۳ (میلادی)، هزار و سیصد و هفتاد و سوّمین سال تقویم میلادی است.

## زادگان

### مارس
- ۳۱ مارس - کاترین لنکستر، همسر هنری سوم کستیا. (درگذشتهٔ ۱۴۱۸)

## درگذشتگان

### مارس
- ۱۰ مارس - کنستانتین چهارم، شاه ارمنستان، پادشاه ارمنستان از سال ۱۳۶۲ تا ۱۳۷۳ میلادی. (زادهٔ ۱۳۲۴)

### ژوئیه
- ۲۳ ژوئیه - قدیسه بیرگیتا، قدیس مسیحی اهل سوئد. (زادهٔ ۱۳۰۳)

### اوت
- ۹ اوت - ابراهیم شاه، ششمین سلطان کداح.

### سپتامبر
- ۱۱ سپتامبر - ایزابل دو والوآ، شاهدخت فرانسوی. (زادهٔ ۱۳۴۸)
- ۱۲ سپتامبر - ساساکی تاکائوجی، سامورایی اهل ژاپن. (زادهٔ ۱۲۹۶)

### نوامبر
- ۳ نوامبر - ژوان والوا، ملکه ناوار، همسر شارل دوم، پادشاه ناوار. (زادهٔ ۱۳۷۳)

### دسامبر
- ۲۹ دسامبر - کیکوچی تاکه‌میتسو، افسر ارتش اهل ژاپن. (زادهٔ ۱۳۱۹)

‎